# Бесекеж (гмина)
Бесекеж (пол. Biesiekierz) — сельская гмина (волость) в Польше, входит как административная единица в Кошалинский повет, Западно-Поморское воеводство. Население — 5183 человека (на 2005 год).

## Персоналии
- Адамский, Веслав (1947—2017) — польский скульптор.